# 布蘭登堡的安娜·卡塔里娜
布蘭登堡的安娜·卡塔里娜（德語：Anna Katharina von Brandenburg，1575年6月26日—1612年4月8日）是一名丹麥王后，克里斯蒂安四世的妻子，1597年至1612年在位。霍亨索倫王朝出身。
安娜·卡塔里娜與克里斯蒂安四世在1597年結婚。她為克里斯蒂安生下六個孩子，1612年以36歲之齡逝世，葬於羅斯基勒主教座堂。克里斯蒂安四世在她死後與情婦柯絲滕·馬德斯多塔結婚。

## 子女
1. 長子弗雷德里克（1599年），早夭。
2. 次子克里斯蒂安（英语：Christian, Prince-Elect of Denmark）（1603年－1647年）。
3. 長女蘇菲公主（1605年），早夭。
4. 次女伊麗莎白公主（1606年－1608年），早夭。
5. 三子弗雷德里克三世（1609年－1670年）。
6. 幼子烏爾里克（英语：Ulrik of Denmark (1611–1633)）（1611年－1633年）。